# 真露
真露是韩国的一个烧酒品牌，在韩国烧酒市场份额超过50%，是韩国最受欢迎的烧酒品牌。真露目前已经在世界100多个国家销售。根据酒类专业杂志《Drinks International》的统计，真露的销售量稳居世界蒸馏酒销量之首，是世界上最畅销的蒸馏酒。
真露是由大米，通常还配以小麦、大麦或者甘薯等为原料酿造而成的低度酒，酒精含量一般在20度左右。燒酎即燒酒，「酎」的本意是指糧食經過三次蒸餾，如同接露水一樣得成的酒，因此也被称为「露酒」。

## 历史

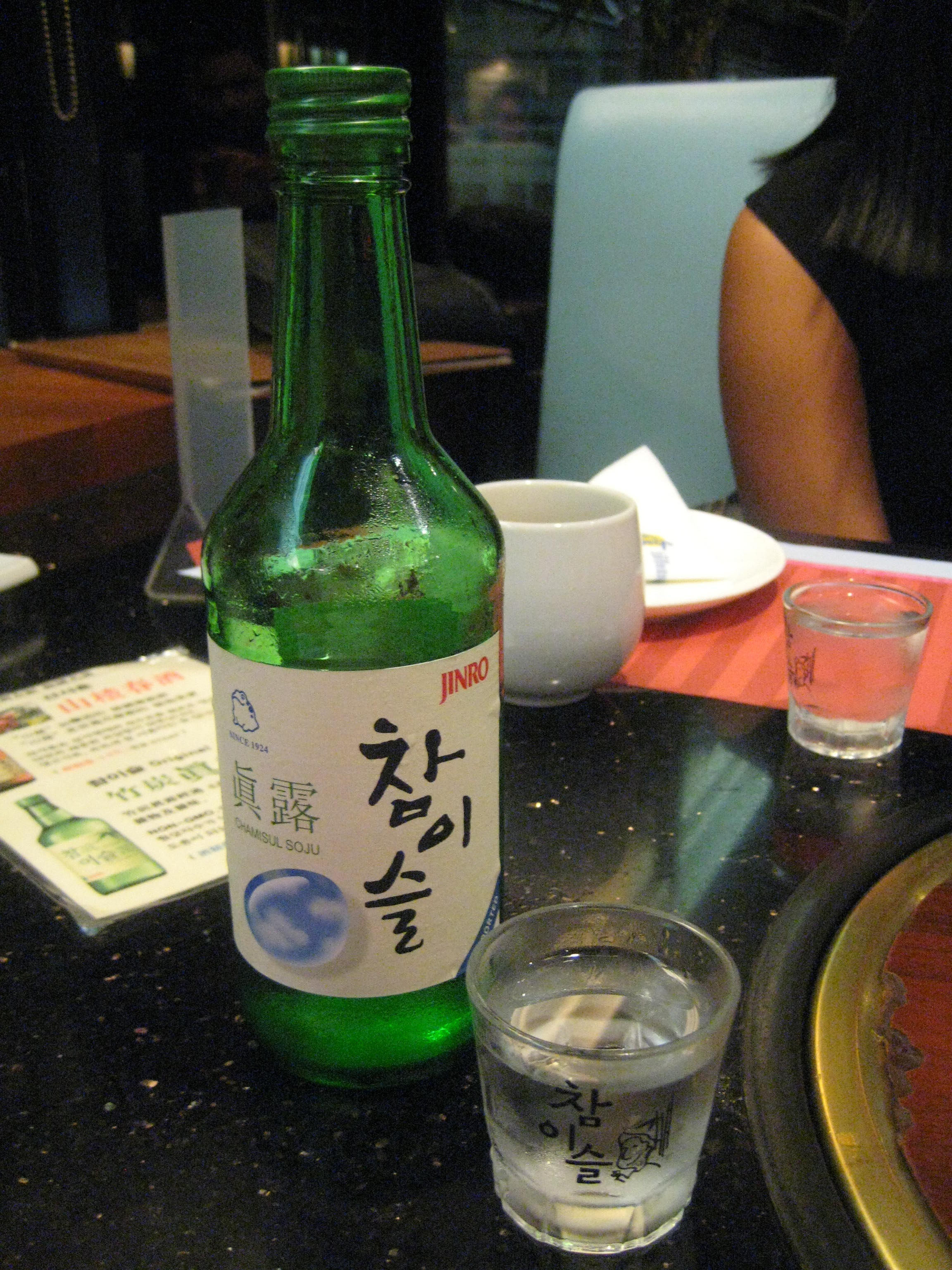
真露是韩国也是世界销量最大的蒸馏酒

1924年，张学烨在平南龙冈创立真泉酿造商会，并正式创立“真露公司”。1953年公司迁至汉城。80多年来，真露始终如一保持着韩国烧酒最高的口位和权威，并且连续30年保持在韩国国内市场第一位的记录，因此在韩国有国酒之称。
1968年，真露第一次出口越南后，如今已销往100多个国家。其中，在日本的烧酒市场上，真露已经连续多年销售量排名第一。2001年，真露开始进入中国市场，在中国北京开设分社。借助韩流的影响，越来越多的中国消费者开始喜欢口感清新，价格便宜，带有淡淡甘薯味道的韩国烧酒。
2006年，由于过度的扩张海外业务，真露集团出现债务危机。最终被韩国最大的啤酒酿造商海特啤酒所收购。合并后的公司更名为海特真露集团。
2015年，真露邀請IU擔任品牌代言人，直到2019才由Irene所取代。在這段期間真露的銷售額突破1兆韓元(約8.5億美金)。2020年，IU回歸真露代言人身分，消息公布當天海特真露集團的股價隨即上漲7.28%。IU除了是代言時間最長的代言人，也是首位再次代言的藝人。

## 代言人
- 2000年 李英爱
- 2001年 朴珠美
- 2004年 金泰希
- 2006年 南相美
- 2007年 太珍儿、Eru曹成铉
- 2007－2008年 金雅中
- 2008年 池成、金敏静、朴哲民、申多恩
- 2009年 河智苑
- 2010－2011年 李敏贞、DJ DOC
- 2012年 文彩元、刘亚仁
- 2013年 Psy
- 2014年 李秀赫、孔孝真
- 2015－2018年 IU
- 2018年 IU、朴敘俊
- 2019年 Irene
- 2020年 IU
- 2021年 IU